# Chelobasis aemula
Chelobasis aemula is een keversoort uit de familie bladkevers (Chrysomelidae). De wetenschappelijke naam van de soort werd in 1881 als Arestus aemulus gepubliceerd door Charles Owen Waterhouse.